# Костомахин, Николай Михайлович
Никола́й Миха́йлович Костома́хин (род. 9 мая 1958 Омская область) — российский учёный и педагог в области животноводства, генетики и селекции крупного рогатого скота, доктор биологических наук, профессор. Почётный работник агропромышленного комплекса России. Действительный член Российской академии естествознания.

## Биография

### Образование
- 1976 — 1981 — Омский ордена Ленина сельскохозяйственный институт имени С. М. Кирова (с отличием).
- 1983 —1986 — аспирантура Омского ордена Ленина сельскохозяйственного института имени С. М. Кирова.
- 1986 — защитил диссертацию на соискание ученой степени кандидата биологических наук на тему «Естественная резистентность скота черно-пестрой породы в связи с селекционно-генетическими особенностями животных» в диссертационном совете при Московской ветеринарной академии имени К. И. Скрябина.
- 1990 — присвоено ВАК СССР ученое звание старшего научного сотрудника.
- 1989-1990 – Корнельский университет (Cornell University, штат Нью-Йорк, США) – доктор исследователь.
- 1990—1993 — докторантура Московской государственной академии ветеринарной медицины и биотехнологии имени К. И. Скрябина.
- 1994 — защитил диссертацию на соискание ученой степени доктора биологических наук на тему: «Иммунологический статус крупного рогатого скота как фактор селекции» в диссертационном совете при Московской государственной академии ветеринарной медицины и биотехнологии имени К. И. Скрябина.
- 1999-2000 – Омский государственный университет. – Президентская Программа профессиональной подготовки управленческих кадров (менеджмент).
- 2001 - Манчестерский университет (Великобритания), Школа бизнеса Манчестерского университета (Manchester Business School) - Программа подготовки менеджеров TACIS.
- 2001 - диплом участника Президентской Программы подготовки управленческих кадров для организаций народного хозяйства Российской Федерации (Указ Президента РФ № 774 от 23 июля 1997 г.).
- 2001 - Еврейский университет Иерусалима (The Hebrew University of Jerusalem, Израиль) - Программа менеджмента в молочном и мясном скотоводстве: кормление, физиология и ветеринарные аспекты.
- 2002 —  присвоено Министерством образования Российской Федерации звание профессора по кафедре ветеринарной генетики и биотехнологии.

### Трудовая деятельность
- 1981 —1983 — ассистент кафедры разведения сельскохозяйственных животных Омского сельскохозяйственного института имени С. М. Кирова.
- 1983 —1987 — младший, старший  научный сотрудник иммунобиологической лабораторией Омского сельскохозяйственного института имени С. М. Кирова.
- в 1986 — 1987 — ассистент кафедры разведения сельскохозяйственных животных Омского сельскохозяйственного института имени С. М. Кирова.
- 1987—1997 — заведующий иммунобиологической лабораторией Омского сельскохозяйственного института имени С. М. Кирова (позже Омского ГАУ имени П. А. Столыпина).
- 1992—2002 — первый заместитель генерального директора ФГУП «Омское» по племенной работе.
- 1998—2002 — профессор кафедры ветеринарной генетики и биотехнологии Новосибирского ГАУ.
- 2002—2003 — заместитель генерального директора Союза животноводов России (г. Москва).[1]
- 2002—2010 — профессор Московской государственной академии ветеринарной медицины и биотехнологии - МВА имени  К. И. Скрябина.
- с 2004 — главный редактор, главный научный редактор издательства сельскохозяйственной литературы «Сельхозиздат». Главный редактор журнала «Главный зоотехник» и журнала «Кормление сельскохозяйственных животных и кормопроизводство».[1]
- с 2014 — профессор Российского государственного аграрного университета — МСХА имени К. А. Тимирязева.

#### Вклад в науку и практику
Еще в студенческие годы Н.М. Костомахин увлекся изучением вопросов естественной резистентности и неспецифического иммунитета животных. После окончания Омского ордена Ленина сельскохозяйственного института имени С.М. Кирова был оставлен на преподавательской работе, на кафедре разведения сельскохозяйственных животных, где в иммунобиологической лаборатории продолжил научные изыскания по изучению иммунологических реакций у крупного рогатого скота.
Профессор Костомахин Н.М. является учеником крупных ученых, внесших весомый вклад в развитие  генетики, селекции и разведения сельскохозяйственных животных. Его наставниками были как видные отечественные ученые: доктор биологических наук, профессор Меркурьева Евгения Константиновна и доктор сельскохозяйственных наук, заслуженный деятель науки Российской Федерации, профессор, член-корреспондент ВАСХНИЛ (РАСХН) Красота Владимир Филиппович, так и ведущие американские профессора: Нил Норкросс (Neil Norcross), Хелис Ерб (Helis Erb), Рональд Горевит (Ronald Gorevit). Большое влияние на его становление как ученого оказала выдающийся ученый и педагог, основатель школы биометрии сельскохозяйственных животных, профессор Меркурьева Евгения Константиновна.
Получив блестящее образование в отечественных и зарубежных университетах Н.М. Костомахин внес существенный вклад в развитие науки о разведении сельскохозяйственных животных. Им разработаны теоретические и практические основы формирования стад с высокой молочной и мясной продуктивностью, воспроизводства стада и выращивания ремонтного молодняка в молочном и мясном скотоводстве. Под его руководством и непосредственном участии создана новая отечественная порода крупного рогатого скота молочного направления продуктивности — сибирячка (2018), а также внутрипородные типы сибирский (2003 г.) и приобский (2005 г.), которые занесены в Государственный реестр селекционных достижений.
Область научных исследований — генетика и селекция крупного рогатого скота разных направлений продуктивности на улучшение продуктивных и воспроизводительных качеств, а также повышение жизнеспособности животных, совершенствование технологии содержания крупного рогатого скота и выращивания ремонтного молодняка.
Проходил обучение и стажировку в зарубежных странах: в США (Корнеллский университет, 1989), в Великобритании (в университетах городов Эдинбурга и Манчестера, а также животноводческих компаниях «Джинус» и «Коджент», 1991 и 2001), в Чехии (в цeнтpaльнoeвpoпeйcком филиале американской компании «Кемин», 1996 и 1997), в Израиле (в еврейском университете г. Иерусалима, 2001).
Неоднократно представлял СССР и Российскую Федерацию на крупных международных симпозиумах и конференциях (США, Канада, Великобритания, Испания, Чехия, Бельгия, Казахстан, Белоруссия, Турция, Вьетнам и др.).
Н.М. Костомахин имеет большой опыт практической работы в животноводстве. Он в течение 11 лет возглавлял племенную службу Омской области. Под его руководством племенная служба региона занимала ведущие позиции в Российской Федерации.
Профессор Н.М. Костомахин является основателем научной школы селекционеров, им подготовлено 8 кандидатов биологических и сельскохозяйственных наук, 1 доктор сельскохозяйственных наук. Его ученики преподают во многих высших учебных заведениях России и за рубежом:  ФГБОУ ВО "Российский государственный аграрный университет - МСХА имени К.А. Тимирязева", ФГБОУ ВО "Московская государственная академия ветеринарной медицины и биотехнологии имени К. И. Скрябина", ФГБОУ ВО "Санкт-Петербургский  государственный университет ветеринарной медицины", ФГБОУ ВО "Омский государственный аграрный университет имени П.А. Столыпина",  Калужский филиал  ФГБОУ ВО "Российский государственный аграрный университет - МСХА имени К.А. Тимирязева", Alexandria University (Египет).
Под его руководством выполнено более 100 дипломных работ и диссертаций студентами по программам специалитета, бакалавриата и магистратуры.

##### Участие в работе российских и международных организаций
1. Союз журналистов Москвы.
2. Союз журналистов России.
3. Международная Федерация журналистов.

## Труды
Опубликовал более 650 научных работ, в том числе 8 монографий, 23 учебно-методических издания и 9 учебников: «Скотоводство» (два издания), «Скотоводство» (в соавторстве, два издания), «Разведение сельскохозяйственных животных» (в соавторстве), «Разведение с основами частной зоотехнии» (в соавторстве), «Рыбоводство» (в соавторстве) — для высших учебных заведений; «Животноводство» (в соавторстве) и «Генетика и селекция сельскохозяйственных животных» (в соавторстве) — для средних специальных учебных заведений. По его учебникам и учебным пособиям учится современное поколение студентов сельскохозяйственного профиля России. Имеет 9 патентов и свидетельств на изобретения и рационализаторские предложения.

### Учебники
- Скотоводство: учебник для вузов / Г. В. Родионов, Н. М. Костомахин, Л. П. Табакова. — СПб. ; М. ; Краснодар : Лань, 2022. — изд. 2-е, стер. —  488 с.: ил.: вклейка (8 с.). — Текст непосредственный. —500 экз. — 978-5-8114-9095-0. — Издательство "Лань", Каталог книг. (03.01.2022 г.) [9].</ref>.
- Скотоводство: учебник для вузов / Г. В. Родионов, Н. М. Костомахин, Л. П. Табакова. — СПб. ; М. ; Краснодар : Лань, 2017. — 488 с. — ил. — 500 экз. — ISBN 978-5-8114-2314-9[2]Родионов Г.В., Костомахин Н.М., Табакова Л.П. Учебник Скотоводство. Издательство "Лань", Каталог книг. Издательство "Лань" (28 декабря 2016).</ref>.
- Рыбоводство: учеб. для студ. вузов, обучающ. по спец-ти «Зоотехния» / И. В. Морузи, Н. Н. Моисеев, Е. В. Пищенко, З. А. Иванова, Н. М. Костомахин. — М.: КолосС, 2010. — 295 с.: ил. — 700 экз. — ISBN 978-5-9532-0737-9.
- Скотоводство: учеб. для студ. вузов, обучающ. по спец-ти «Зоотехния» / Н. М. Костомахин. — СПб. ; М. ; Краснодар : Лань, 2009. — изд. 2-е, стер.— 432 с. : ил. — 2000 экз. — ISBN 978-5-8114-0712-5[2].
- Скотоводство: учеб. для студ. вузов, обучающ. по спец-ти «Зоотехния» / Н. М. Костомахин. — СПб. ; М. ; Краснодар : Лань, 2007. — 432 с. : ил. — 2000 экз. — ISBN 978-5-8114-0712-5[2].
- Разведение с основами частной зоотехнии: учеб. для студ. вузов, обучающ. по спец-ти «Ветеринария» / под. общ. ред. проф. Н. М. Костомахина: СПб. ; М. ; Краснодар : Лань, 2006. — 448 с. : ил. — 2000 экз. — ISBN 5-8114-0655-X.
- Разведение сельскохозяйственных животных: учебник для студ. вузов / В. Ф. Красота, Т. Г. Джапаридзе, Н. М. Костомахин. — 5-е изд., перераб. и доп. — М.: КолосС, 2005, 2006. — 424 с.: ил. — 3500 экз. — ISBN 5-9532-0277-6.
- Генетика и селекция сельскохозяйственных животных: учебник для студ. средних спец. учеб. заведений, обучающ. по специальности «Зоотехния» / Ю. Н. Козлов, Н. М. Костомахин. — М.: КолосС, 2009. — 264 с.: ил. — 20000 экз. — ISBN 978-5-9532-0701-0.
- Животноводство: учебник для студ. средних спец. учеб. заведений, обучающ. по специальности «Ветеринария» / под ред. Н. М. Костомахина. — М.: КолосС, 2006. — 448 с.: ил. — 2000 экз. — ISBN 5-9532-0381-0.

#### Учебные пособия
- Породы крупного рогатого скота: учебное пособие для студентов вузов, обучающихся по специальностям «Зоотехния» / Н. М. Костомахин. — М.: КолосС, 2011. — 119 с., [8] л. ил.:ил. — (Учебники и учебные пособия для студентов высших учебных заведений). — 500 экз. — ISBN 978-5-9532-0749-2.
- Воспроизводство стада и выращивание ремонтного молодняка в скотоводстве: учебное пособие для студентов вузов, обучающихся по специальностям «Зоотехния» и «Ветеринария»] / Н. М. Костомахин. — М.: КолосС, 2009. — 109 с., [4] л. цв. ил.: a-ил.; 21 см. — (Учебники и учебные пособия для студентов высших учебных заведений). — 6000 экз. — ISBN 978-5-9532-0702-7
- Биохимия мяса: учебное пособие для студ. вузов / О. С. Короткевич, Н. М. Костомахин. — Новосибирск: Новосибирский ГАУ, 2002. — 62 с. — 500 экз.
- Курсовая работа по селекционно-ветеринарной генетике: учебное пособие для студ. вузов / С. Г. Куликова, М. Л. Кочнева, В. Г. Маренков, О. С. Короткевич, В. Л. Петухов, А. В. Бакай, И. И. Кочиш, Н. М. Костомахин. — Новосибирск: Новосибирский ГАУ, 2000. — 96 с. — 1000 экз.
- Использование иммунобиологических и иммуногенетических показателей в селекции крупного рогатого скота и овец в Омской области: учебное пособие для студ. вузов / А. Я. Гулева, Н. М. Костомахин, Д. Н. Новикова. — Омск: ОмСХИ, 1988. — 56 с. — 500 экз.

##### Монографии
- Травяная мука / Н. М. Костомахин, М. Н. Костомахин. — Saarbrucken, Deutschland: LAP LAMBERT Academic Publishing, 2014. — 92 с. — ISBN 978-3-659-52523-0.
- Теория и практика создания высокопродуктивного молочного стада / Н. М. Костомахин. — Saarbrucken, Deutschland: LAP LAMBERT Academic Publishing, 2014. — 108 с. — ISBN 978-3-659-50144-9.
- Основы современного мясного скотоводства / Н. М. Костомахин. — Венгрия, Буди, Рада пуста: Хунланд Трейд Кфт., 2013. — изд. 2-е, стер. — 32 с. — 200 экз.
- Черно-пестрый скот Сибири [Текст] / А. И. Желтиков, В. Л. Петухов, О. С. Короткевич, Н. М. Костомахин, В. А. Солошенко, И. И. Клименок, Н. С. Уфимцева, Д. С. Адушинов, А. И. Голубков, А. И. Кузнецов. — Новосибирск: ООО «Издательский дом Прометей», 2012. — изд. 2-е, стер. — 500 с. — Библиогр.: 437—499. — 500 экз. — ISBN 978-5-94477-013-9 (ошибоч.).
- Основы современного мясного скотоводства / Н. М. Костомахин. — Венгрия, Буди, Рада пуста: Хунланд Трейд Кфт., 2012. — 32 с. — 200 экз.
- Основы современного производства молока / Н. М. Костомахин. — Венгрия, Буди, Рада пуста: Хунланд Трейд Кфт., 2011. — 62 с. — 300 экз.
- Практическое руководство по голштинскому скоту / Н. М. Костомахин. — Венгрия, Буди, Рада пуста: Хунланд Трейд Кфт., 2011. — 55 с. — 300 экз.
- Черно-пестрый скот Сибири / А. И. Желтиков, В. Л. Петухов, О. С. Короткевич, Н. М. Костомахин, В. А. Солошенко, И. И. Клименок, Н. С. Уфимцева, Д. С. Адушинов, А. И. Голубков, А. И. Кузнецов, Е. В. Камалдинов. — Новосибирск: НГАУ, 2010. — 500 с. — 500 экз. — ISBN 5-94477-013-9.

###### Рецензии
- Мясное скотоводство. Практикум / С.Л. Сафронов, Н.Д. Виноградова; рецензенты: О.В. Горелик, Н.М. Костомахин. - СПб: Лань, 2021. - 216 с. - ISBN 978-5-8114-6932-1.
- Кормление ремонтного молодняка молочного скота: монография / Н.П. Буряков, М.А. Бурякова; рецензенты А.Т. Мысик, Н.М. Костомахин. - Иркутск: ООО «Мегапринт», 2017. - 258 с. - ISBN 978-5-907095-01-4.
- Скотоводство: учебник / Г.В. Родионов, Ю.С. Изилов, С.Н. Харитонов, Л.П. Табакова; рецензент Н.М. Костомахин.  - М.: КолосС, 2007. - 405 с .
- Методика выведения новых пород свиней на полигибридной основе: проблемная лекция / В.Д. Кабанов; рецензенты: Н.М. Костомахин, Р.М. Кертиев. – М.: МГАВМ и Б, 2011. – 29 с.

## Награды и звания
- Знак ЦК ВЛКСМ и Министерства высшего и среднего специального образования СССР «За отличную учебу».
- Первая премия Оргкомитета областной выставки научно-исследовательских студенческих работ и Обкома ВЛКСМ Омской области.
- Лауреат премии Омского комсомола в области науки и техники за разработку методов повышения естественной резистентности крупного рогатого скота.
- Медаль Министерства сельского хозяйства Российской Федерации «Племенная служба России 30 лет».
- Победитель Всероссийского конкурса «Аграрная учебная книга — 2005» (за учебник «Разведение сельскохозяйственных животных»)[1].
- Золотая медаль имени В. И. Вернадского.
- Благодарственное письмо Министерства сельского хозяйства и продовольствия Удмуртской Республики.
- Почетное звание «Ветеран труда».
- Благодарность Министерства сельского хозяйства Российской Федерации[6].
- Победитель V Всероссийского конкурса «Аграрная учебная книга» (за учебник «Рыбоводство»)[1].
- Почетная грамота Министерства сельского хозяйства Российской Федерации[7].
- Почетный работник агропромышленного комплекса России[2].
- Медаль Климента Аркадьевича Тимирязева (за большой вклад в развитие аграрной науки и образования).
- Золотая медаль Министерства сельского хозяйства Российской Федерации — «За вклад в развитие агропромышленного комплекса России» (высшая ведомственная награда) .
- Медаль Ефима Федотовича Лискуна (за заслуги в области зоотехнической науки и образования).

## Спортивный разряд
- Кандидат в мастера спорта СССР по классической (греко-римской) борьбе .